# Hármascsillag
Hármascsillagnak hívjuk a három csillagból álló fizikai rendszereket, amelyeket a gravitáció tart össze. Fizikai leírásukkal, stabilitásukkal a háromtest-probléma foglalkozik. Nem tartoznak ide a látszólagos hármascsillagok, amelyek speciális elhelyezkedésük, konstellációjuk miatt a Földről nézve látszanak egymáshoz közelinek. A három csillag általában azonos nevéhez csökkenő tömegsorrendben az ABC betűket illesztjük.

## Hierarchikus hármascsillag
A legtöbb hármascsillag ún. hierarchikus hármascsillag, ahol egy szorosabb kettőscsillag egy távolabbi harmadik csillaggal alkot egy hármas rendszert. Az ilyen rendszerek általában nagyon stabilak, ahol a háromtest-probléma két kéttestproblémára redukálható. A két keringési idő között az ismert esetek többségében legalább százszoros eltérés van.
A nagyobbik keringési idők széles tartományban változhatnak. Az egyik legrövidebb keringési idő a HD 181068 rendszeré – a BC rendszeré az A csillag körül – 45,5 nap. A rövidebbik keringési idő 0,9, az arány tehát itt mintegy 50-szeres. 45,5 napnál rövidebb keringési idejű hármascsillag jelenleg csak kettő ismeretes. Az Alfa Centauri esetén a nagyobbik keringési idő – a Proxima Centaurié az AB rendszer körül – mintegy félmillió év, a kisebbik 80 év, az arány nagyobb 6000-nél.